# Xylopia columbiana
Xylopia columbiana este o specie de plante angiosperme din genul Xylopia, familia Annonaceae, descrisă de Robert Elias Fries. Conform Catalogue of Life specia Xylopia columbiana nu are subspecii cunoscute.